# 卜峻超
卜峻超（？—？），字仲升，順天府固安縣（今河北省固安縣）人，清朝政治人物。

## 生平
康熙十七年（1678年）中戊午科舉人，康熙二十一年（1682年）中壬戌科三甲進士。考授中書。歷任內閣典籍、戶部浙江司主事，四川司員外，後封奉直大夫，授江西道御史，又轉任協理江南道御史等職。

## 家族
父卜兆麟，明崇禎年間進士；峻超為次子。兄卜景超，為康熙十八年（1679年）己未科進士。